# همستر کوتوله کمبل
همستر کوتوله کمبل (نام علمی: Phodopus campbelli) نام یک گونه از زیرخانواده همستر است.